# Вудсток (переписна місцевість, Нью-Йорк)
Вудсток (англ. Woodstock) — переписна місцевість (CDP) в США, в окрузі Ольстер штату Нью-Йорк. Населення — 2521 особа (2020).

## Географія
Вудсток розташований за координатами 42°2′46″ пн. ш. 74°6′34″ зх. д. / 42.04611° пн. ш. 74.10944° зх. д. (42.046044, -74.109455).  За даними Бюро перепису населення США в 2010 році переписна місцевість мала площу 15,35 км², з яких 15,32 км² — суходіл та 0,02 км² — водойми.

## Демографія
Згідно з переписом 2010 року, у переписній місцевості мешкало 2088 осіб у 1121 домогосподарстві у складі 506 родин. Густота населення становила 136 осіб/км².  Було 1498 помешкань (98/км²).
Расовий склад населення:
| - 90,0 % — білих - 2,6 % — чорних або афроамериканців - 1,2 % — азіатів - 0,5 % — корінних американців - 2,0 % — осіб інших рас |

До двох чи більше рас належало 3,6 %. Частка іспаномовних становила 6,8 % від усіх жителів.
За віковим діапазоном населення розподілялося таким чином: 13,9 % — особи молодші 18 років, 62,5 % — особи у віці 18—64 років, 23,6 % — особи у віці 65 років та старші. Медіана віку мешканця становила 53,0 року. На 100 осіб жіночої статі у переписній місцевості припадало 86,1 чоловіків;  на 100 жінок у віці від 18 років та старших — 83,7 чоловіків також старших 18 років.
Середній дохід на одне домашнє господарство  становив 96 229 доларів США (медіана — 57 485), а середній дохід на одну сім'ю — 124 505 доларів (медіана — 81 635). За межею бідності перебувало 13,3 % осіб, у тому числі 36,0 % дітей у віці до 18 років та 6,0 % осіб у віці 65 років та старших.
Цивільне працевлаштоване населення становило 963 особи. Основні галузі зайнятості: освіта, охорона здоров'я та соціальна допомога — 31,8 %, мистецтво, розваги та відпочинок — 17,5 %, науковці, спеціалісти, менеджери — 12,8 %, фінанси, страхування та нерухомість — 10,6 %.